# Eleições parlamentares no Quirguistão em 2007
As eleições parlamentares antecipadas foram realizadas no Quirguistão em 16 de dezembro de 2007. A eleição foi convocada pelo presidente Kurmanbek Bakiyev após o referendo constitucional de 21 de outubro de 2007 aprovou um novo sistema eleitoral e propostas de reforma constitucional, ampliando o parlamento para 90 deputados e introduzindo a votação da lista partidária.

## Controvérsia
Em 28 de novembro de 2007, o primeiro-ministro Almazbek Atambaiev, do Partido Social Democrático, renunciou e Iskenderbek Aidaraliyev tornou-se primeiro-ministro interino até a eleição; a demissão foi declaradamente sobre as diferenças entre Atambaiev e Bakiyev.
Para entrar no parlamento, um partido teve que passar por dois limites:
- Obtenha pelo menos 5% dos votos em todo o país
- Obtenha pelo menos 13.500 em cada uma das sete regiões do país e suas duas cidades (Bishkek e Osh)

## Resultados
De acordo com os resultados preliminares baseados em 81% dos locais de votação, a participação foi superior a 60%, mas nenhum partido além de Ak Jol conseguiu passar os dois limites. Ak Jol teria recebido 47,8% dos votos. Ata Meken recebeu 9,3% dos votos em todo o país, mas falhou nos limites regionais em três regiões. Ak Jol, portanto, parecia ser o único partido a entrar no parlamento. Monitores internacionais da Organização para a Segurança e a Cooperação na Europa criticaram fortemente a eleição. Monitores da Comunidade dos Estados independentes, no entanto, alegaram que a eleição cumpria padrões democráticos. Resultados posteriores mostraram que dois outros partidos, o Partido Social Democrata e o Partido Comunista, por pouco conseguiram passar do limite nacional.
A Suprema Corte derrubou o segundo limite regional dois dias após a votação (potencialmente ampliando a representação parlamentar de três para quatro partidos diferentes). Os resultados finais devem ser anunciados até o final de dezembro. 
De acordo com a comissão eleitoral central, Ak Jol recebeu 71 assentos, o Partido Social Democrata recebeu 11 assentos e o Partido Comunista recebeu 8 assentos. Não está claro se a CEC está ignorando ou reinterpretando a decisão da Suprema Corte que daria direito ao partido Ata Meken aos assentos, apesar de não conseguir pelo menos 0,5% dos votos em todas as sete regiões e duas cidades. O parlamento recém-eleito se reuniu em 21 de dezembro de 2007 pela primeira vez e terá que confirmar um novo governo antes de 1 de Janeiro de 2008.
De acordo com os resultados oficiais, Ata Meken não conseguiu os votos necessários em Osh, mas ativistas do partido alegaram ter provas de ter alcançado mais do que os votos necessários.
|                                      |           |        |          |      |
| Partido                              | Votos     | %      | Assentos | +/–  |
| Ak Jol                               | 1,245,331 | 61.73  | 71       | Novo |
| Partido Socialista Ata Meken         | 228,125   | 11.31  | 0        | Novo |
| Partido Social Democrata             | 188,585   | 9.35   | 11       | +10  |
| Partido Comunista                    | 140,258   | 6.95   | 8        | +5   |
| Turan                                | 55,628    | 2.76   | 0        | Novo |
| Ar-Namys                             | 44,048    | 2.18   | 0        | Novo |
| Quirguistão Erkin                    | 28,315    | 1.40   | 0        | Novo |
| Erkindik                             | 25,753    | 1.28   | 0        | Novo |
| Asaba                                | 23,459    | 1.16   | 0        | Novo |
| Aalam                                | 13,502    | 0.67   | 0        | Novo |
| Glas Naroda                          | 12,074    | 0.60   | 0        | Novo |
| Novaya Sila                          | 5,823     | 0.29   | 0        | Novo |
| Contra todos                         | 6,481     | 0.32   | –        | –    |
| Total                                | 2,017,382 | 100.00 | 90       | 0    |
|                                      |           |        |          |      |
| Votos válidos                        | 2,017,382 | 99.18  |          |      |
| Votos inválidos/em branco            | 16,579    | 0.82   |          |      |
| Total de votos                       | 2,033,961 | 100.00 |          |      |
| Eleitores registrados/comparecimento | 2,753,727 | 73.86  |          |      |
| Fonte: IFES, Ermatov                 |           |        |          |      |